# 1200 в Україні

## Засновані, зведені
- Спорудження в Галичі церкви святого Пантелеймона.
- Березівка (Житомирський район)
- Вилок
- Чулатів (Новгород-Сіверський район)